# UDP-4-amino-4,6-didezoksi-N-acetil-alfa-D-glukozamin transaminaza
UDP-4-amino-4,6-didezoksi--acetil-alfa--glukozamin transaminaza (EC 2.6.1.91, pglE (gen)) je enzim sa sistematskim imenom UDP-4-amino-4,6-didezoksi--acetil-alfa--glukozamin:2-oksoglutarat aminotransferaza. Ovaj enzim katalizuje sledeću hemijsku reakciju
UDP-4-amino-4,6-didezoksi--acetil-alfa--glukozamin + 2-oksoglutarat {\displaystyle \rightleftharpoons } UDP-2-acetamido-2,6-didezoksi-alfa-D-ksilo-heks-4-uloza + L-glutamat
Ovaj enzim je piridoksal-fosfatni protein. Ovaj enzim učestvuje u biosinteza UDP-N,N-diacetilbacilozamina.

## Literatura
- Nicholas C. Price; Lewis Stevens (1999). Fundamentals of Enzymology: The Cell and Molecular Biology of Catalytic Proteins (Third изд.). USA: Oxford University Press. ISBN 019850229X.
- Eric J. Toone (2006). Advances in Enzymology and Related Areas of Molecular Biology, Protein Evolution (Volume 75 изд.). Wiley-Interscience. ISBN 0471205036.
- Branden C; Tooze J. Introduction to Protein Structure. New York, NY: Garland Publishing. ISBN 0-8153-2305-0.
- Irwin H. Segel. Enzyme Kinetics: Behavior and Analysis of Rapid Equilibrium and Steady-State Enzyme Systems (Book 44 изд.). Wiley Classics Library. ISBN 0471303097.

## Spoljašnje veze
- UDP-4-amino-4,6-dideoxy-N-acetyl-alpha-D-glucosamine+transaminase на 